# محمية شيفتشينكو الوطنية
محمية شيفتشينكو الوطنية (بالأوكرانية: Шевченківський національний заповідник؛ شيفتشينكيفسكي ناتسيونلني زابوفيدنيك) هي حديقة وطنية تقع بالقرب من كانيف، أوكرانيا، تشتهر بوجود ضريح الشاعر الأوكراني تاراس شيفتشينكو. تبلغ المساحة الإجمالية للمحمية 45 هكتار، وتضم ثمانية مواقع للتراث الثقافي، وهي تجاور محمية كانيف الطبيعية [الإنجليزية].

## للمزيد من القراءة
- Kugno II  Kaniv. Guide to the city and its surroundings. Kyiv : Pandemia, 2006, pp. 22–24. ISBN 966-8947-00-2
- Shevchenko in 21 century // Ukraina moloda, 5.08.2010 р., c. 14.
- «Серед степу широкого на Вкраїні милій…»: to the 90th anniversary of the founding of the Shevchenko National Reserve in Kaniv (1925). Dates and events. Kyiv, 2014. pp. 36–40.

## وصلات خارجية
- Taras Shevchenko National park, official page.
- Shevchenko National Preserve Encyclopedia of Ukraine